# Ossaea suprabasalis
Ossaea suprabasalis är en tvåhjärtbladig växtart som beskrevs av Renato Goldenberg och Reginato. Ossaea suprabasalis ingår i släktet Ossaea och familjen Melastomataceae. Inga underarter finns listade i Catalogue of Life.